# Dissankui
Dissankui är en ort i Burkina Faso.   Den ligger i provinsen Province de la Kossi och regionen Boucle du Mouhoun, i den västra delen av landet, 270 km väster om huvudstaden Ouagadougou. Dissankui ligger 303 meter över havet och antalet invånare är 2 794.
Terrängen runt Dissankui är mycket platt. Närmaste större samhälle är Salanso, 6,3 km väster om Dissankui.
Omgivningarna runt Dissankui är en mosaik av jordbruksmark och naturlig växtlighet. Runt Dissankui är det ganska tätbefolkat, med 65 invånare per kvadratkilometer.